# Idrante
Un idrante è un apparecchio per l'erogazione dell'acqua, richiamato dalla UNI 10779, che viene utilizzato nella lotta contro gli incendi. Per tutte e tre le tipologie sussiste l'obbligo di marcatura "CE" secondo direttiva 89/106 CEE.

## Tipi di idranti

### Idranti a muro UNI 45 e naspi

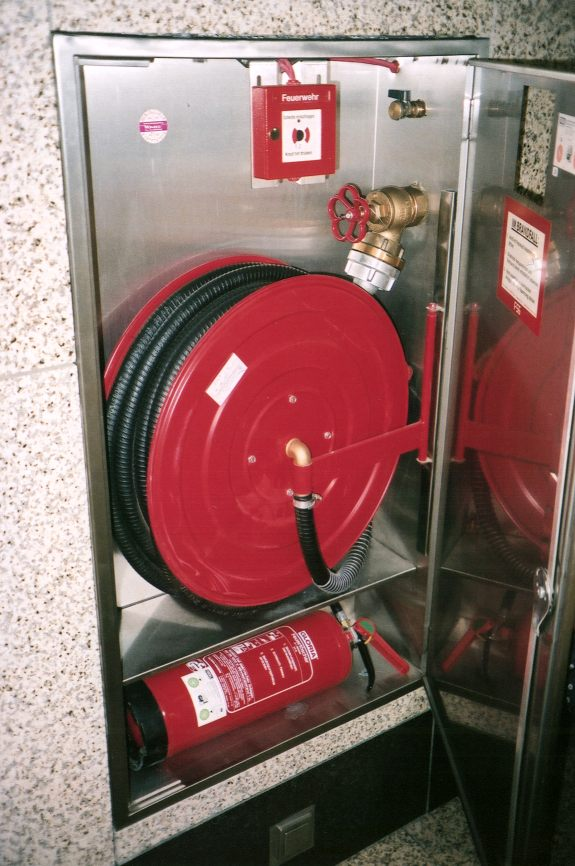
Un naspo

Gli idranti (per interni e esterni) a muro con tubazione di diametro 45 mm (cassette idrante UNI 45) sono costituiti da un involucro dotato di sportello sigillabile con lastra frangibile/infrangibile (oppure portello pieno senza serratura) in versione da parete o ad incasso, contenente una tubazione appiattibile a norma EN 14540 con raccordi a norma UNI 804 (le legature ossia il sistema di fissaggio tra raccordi e tubazione devono essere realizzati secondo UNI 7422), una lancia con intercettazione e frazionamento del getto e il rubinetto di alimentazione. La lunghezza massima delle manichette è pari a 20 m, altri valori sono ammessi solo su specifica indicazione progettuale. 
La tubazione, avvolta "a doppio", viene appoggiata su un apposito supporto a forma di sella (chiamato "sella salva-manichetta"), per consentirne una migliore conservazione.
La Norma di riferimento è la UNI EN 671/2 con obbligo di marcatura "CE" (rif. direttiva 89/106 CPD). 
Esistono cassette con tubazione diametro 70 mm (UNI 70), sella, lancia DN 70, chiave di manovra utilizzabili solo quale dotazione per idranti soprassuolo. nel caso di idranti sottosuolo alla dotazione si aggiunge il cosiddetto collo di cigno o colonnetta idrante.
Un'altra categoria è rappresentata dalle cassette con tubazioni semi-rigide da 20 o 25 mm, denominate "cassette naspo", disciplinate dalla UNI EN 671/1 e anche per esse vige l'obbligo di marcatura "CE". Le cassette naspo sono dotate di avvolgi-tubo orientabile con tubazione già collegata alla lancia ed al rubinetto. Il vantaggio principale dei naspi è la semplicità di utilizzo, oltre alla possibilità di srotolare solo la lunghezza necessaria di tubazione, mentre la portata idrica è inferiore. L'ingombro della cassetta è notevole, per questo motivo risulta difficile utilizzare le versioni da incasso.
Sia i naspi che le cassette UNI 45 sono dotati di lancia a tre effetti, che consente di variare il getto d'acqua (pieno o frazionato) e di interrompere l'erogazione quando necessario. Il comando è generalmente a leva oppure a rotazione, a seconda del modello è possibile ottenere diverse prestazioni di portata e gittata, generalmente superiori per le versioni a rotazione.
L'impianto rete Idranti è disciplinato dalla Norma UNI 10779:2014.

### Idranti sottosuolo

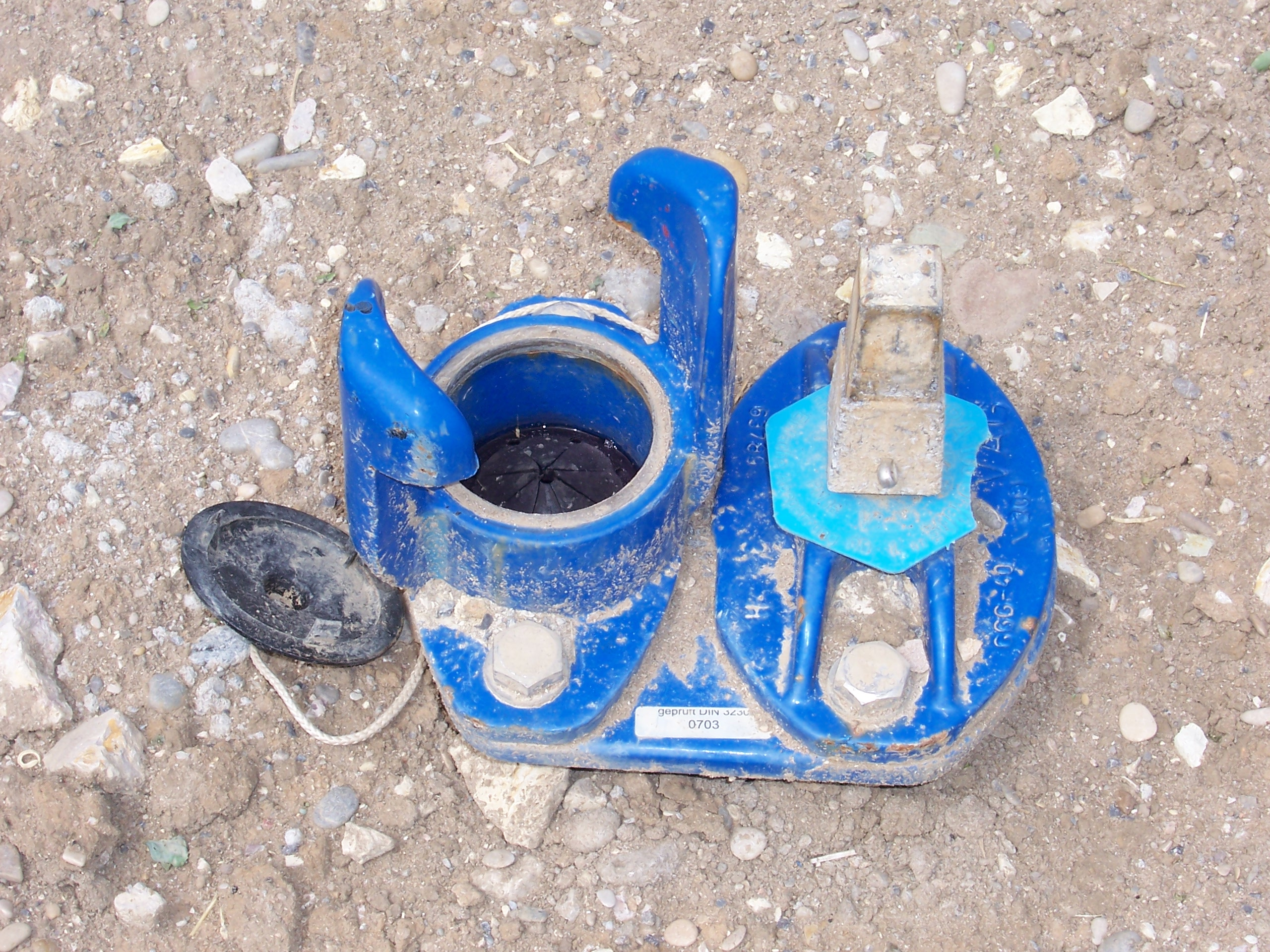
Un idrante sottosuolo

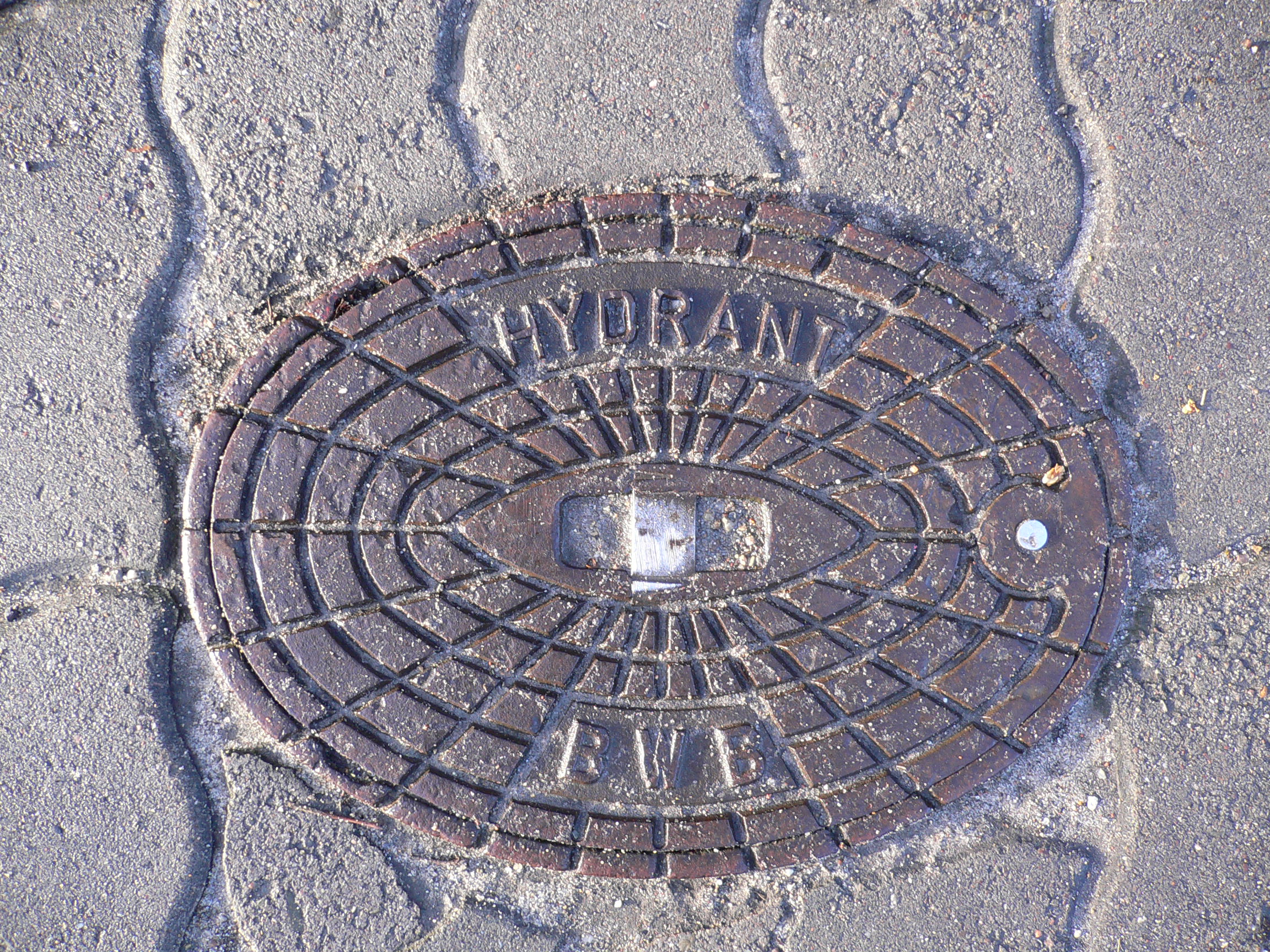
Chiusino per idrante sottosuolo

Gli idranti sottosuolo sono dei particolari tipi di idranti che vengono installati sotto il livello del terreno, sono dotati di un dispositivo antigelo e i pozzetti che contengono questi tipi di idranti hanno la forma di ellisse e riportano la dicitura "idrante".Essi sono collocati ad una distanza consigliata tra 5 e 10 m dal perimetro del fabbricato a seconda della sua altezza e ad una distanza mutua di massimo 60 m (specificamente indicato nella Norma di sistema UNI 10779), in funzione del loro raggio d'azione. La realizzazione è disciplinata dalla norma UNI EN 14339, devono essere marcati "CE" (rif. direttiva 89/106 CPD) con l'obbligo di utilizzare il cosiddetto "collo di cigno" per collegare le tubazioni flessibili/appiattibli (manichette) e quindi la lancia di erogazione. L'apertura e chiusura della valvola avviene, come per gli idranti sopra suolo, a mezzo apposita chiave con dimensioni unificate.
Hanno Dn di connessione 80 o 100.
Gli idranti sottosuolo sono costituiti fondamentalmente da un corpo in ghisa, da un dispositivo di manovra di forma pentagonale che attraverso un albero in acciaio apre e chiude la valvola di intercettazione, da uno scarico antigelo, da una flangia di connessione all'impianto di distribuzione e da un attacco, minimo DN 70 max 100, per il collegamento del collo di cigno.

### Idranti soprasuolo

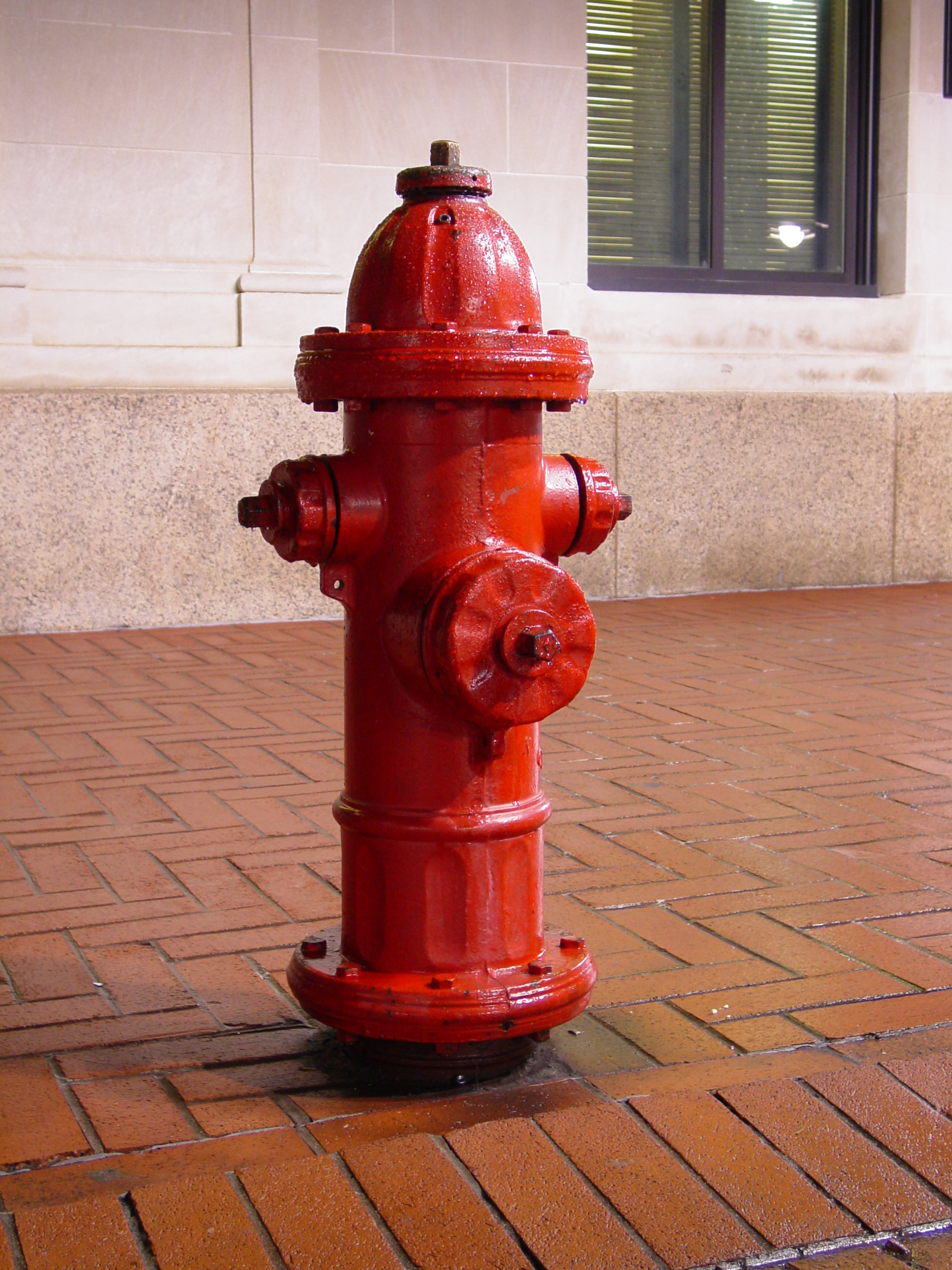
idrante soprasuolo

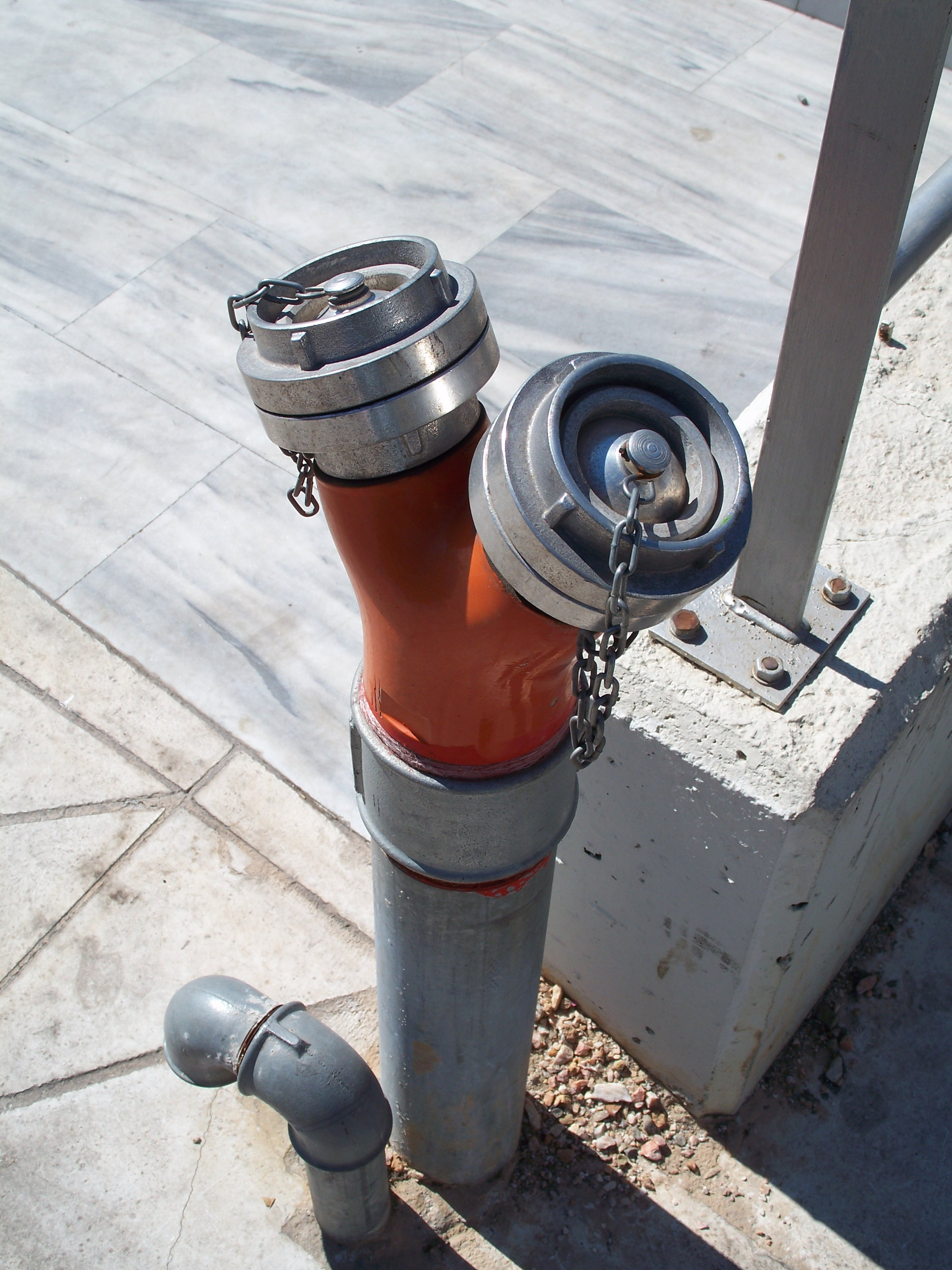
Idrante soprasuolo

Gli idranti soprasuolo o a colonna sono quelli comunemente visibili nei parcheggi, all'esterno dei condomini oppure nelle aree industriali. Hanno maggiore accessibilità degli analoghi sistemati sottosuolo. Essi sono collocati ad una distanza consigliata tra 5 e 10 m dal perimetro del fabbricato a seconda della sua altezza e ad una distanza mutua di massimo 60 m (specificamente indicato nella Norma di sistema UNI 10779), in funzione del loro raggio d'azione. Sono contraddistinti dal colore rosso RAL 3000, lo stesso che viene usato negli estintori. Sono dotati di scarico antigelo atto a scaricare la colonna dall'acqua e possono essere di due tipi:
tipo A (ex tipo AD secondo vecchia UNI 9485) ossia senza punto prefissato di rottura, 
tipo C (ex ADR secondo vecchia UNI 9486) ossia con punto prefissato di rottura.
Quello a punto prefissato di rottura permette la separazione della parte superiore dalla parte inferiore dell'idrante a seguito di un urto accidentale, senza causare la fuoriuscita dell'acqua, con conseguente riduzione della pressione della rete antincendio e possibilità di allagamenti (nota: la foto è di un vecchio idrante ormai non più a norma).
La costruzione è regolata dalla norma EN 14384 e per essi vige l'obbligo della marcatura CE, essendo dispositivi che ricadono sotto direttiva 89/106/CEE (altrimenti nota come CPD).
Questi idranti sono costituiti fondamentalmente da un corpo in ghisa o in acciaio (sconsigliato), da un dispositivo di manovra di forma pentagonale (il cosiddetto cappellotto) che, mediante un albero, apre e chiude la valvola di intercettazione, da uno scarico antigelo, da una flangia di connessione all'impianto di distribuzione e da due sbocchi DN 70, per il collegamento delle manichette ed eventualmente (solo per diametri dell'idrante uguali o superiori al DN 100) da un terzo sbocco DN 100 ove possono attaccarsi i Vigili del Fuoco, al fine di caricare le autobotti. I raccordi devono essere protetti a mezzo tappi in ottone (unico materiale attualmente ammesso).
Per azionare questo tipo di idranti occorrono delle chiavi normalizzate, dette "chiavi di manovra", che agiscono sul dispositivo di manovra e quindi sulla valvola di intercettazione, aprendola o chiudendola. L'albero di manovra ha un attacco pentagonale.